# Zofia Szleyen
Zofia Szleyen (ur. 25 grudnia 1904 w Łodzi, zm. 29 października 1994 w Warszawie), również Zofia Schleyen – polska tłumaczka z literatury hiszpańskiej, autorka ponad 50 przekładów, głównie prozy choć również poezji i dramatu. Przed wojną związana z polskim ruchem komunistycznym i następnie w pionie propagandowym Brygad Międzynarodowych w Hiszpanii, podczas wojny we Francji. Po wojnie aktywna w środowisku polskich kombatantów interbrygadzistów, była jedną z kluczowych postaci budujących mit Dąbrowszczaków.

## Dzieciństwo, międzywojnie i wojna

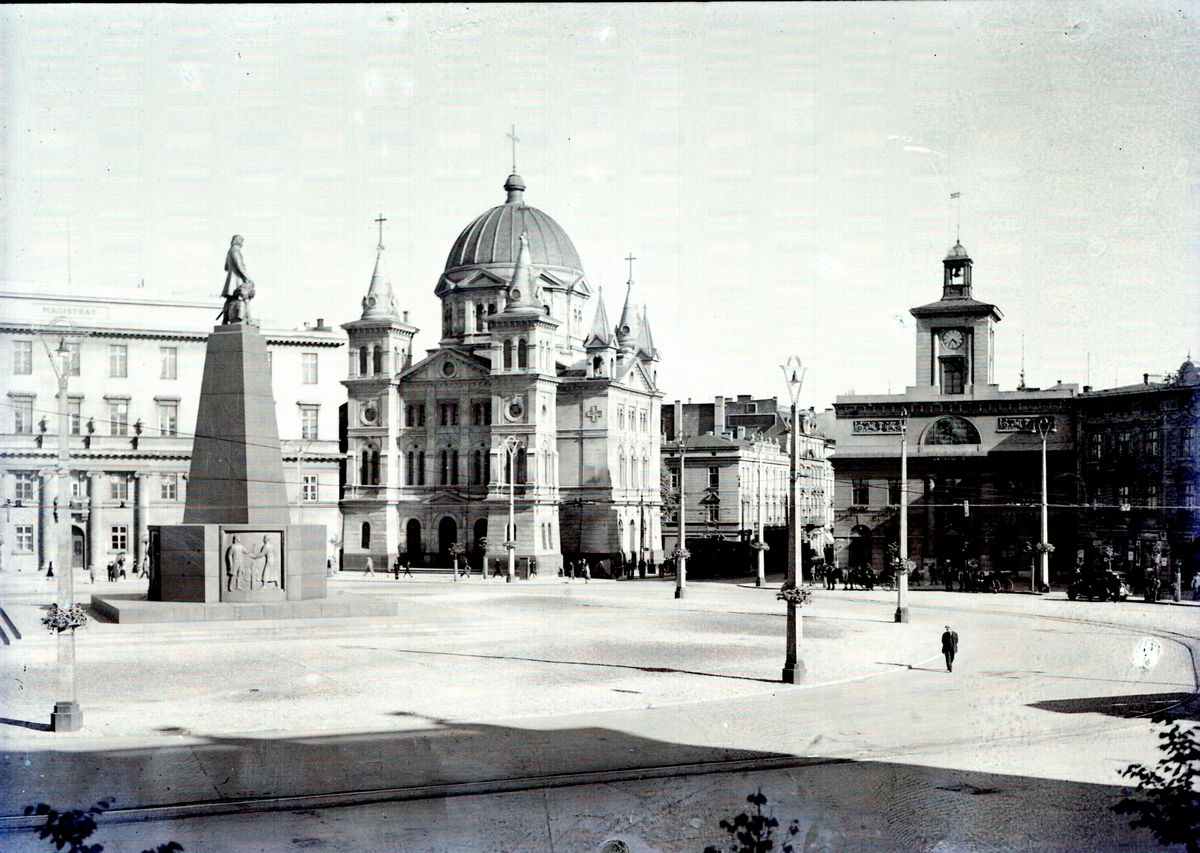
Łódź, 1930

Urodziła się w zasymilowanej żydowskiej rodzinie Michała Szenwica i Estery (Emilii, Emy) z domu Tom (1871–1926). Jej ojciec jako inżynier pełnił funkcje kierownicze w łódzkich fabrykach włókienniczych, np. u Szai Rosenblatta, a następnie prowadził – z umiarkowanym powodzeniem – niewielkie własne firmy. Rodzina była indyferentna religijnie, a niektóre tradycje żydowskie kultywowano w formie szczątkowej; politycznie przeważały sympatie liberalne i socjalizujące. Początkowo uczyła się w szkole rosyjskiej. W roku 1920 przypadkowo znalazła się w Łomży, zajętej przez wojska bolszewickie. Po ukończeniu łódzkiego polsko-żydowskiego Gimnazjum im. Elizy Orzeszkowej Zofia podjęła studia chemiczne na Uniwersytecie Jagiellońskim, które ukończyła – z roczną przerwą wymuszoną przez trudności finansowe – w roku 1929, uzyskując absolutorium. Próbowała swoich sił jako poetka, związana z łódzką grupą poetycką „Torpeda”. Podczas studiów w Krakowie poznała Mieczysława Szleyena, z którym zawarła małżeństwo w roku 1931. Po ślubie para zamieszkała w wynajętym mieszkaniu w Łodzi. Zofia dzięki koneksjom w środowiskach legionowo-pepeesowskich znalazła zatrudnienie w laboratorium Kasy Chorych, gdzie początkowo pracowała jako stażystka, a następnie pracownik etatowy z pensją 220 złotych.
Obydwoje małżonkowie mieli sympatie radykalno-lewicowe; w początkach lat 30. związali się z ruchem komunistycznym, np. udzielając swojego mieszkania na posiedzenia łódzkich struktur konspiracyjnych Komunistycznej Partii Polski. Od roku 1933 przejęli wydawanie i częściowo redagowanie Kroniki, legalnego dwutygodnika będącego nieformalnym organem łódzkiej KPP, choć do partii nie wstąpili. Zofia znalazła się w kręgu zainteresowań policji, jednak aresztowano i skazano na 3 lata więzienia tylko Mieczysława, który przed uprawomocnieniem się wyroku zbiegł w roku 1935 do Czechosłowacji. W początkach 1937 para doczekała się dziecka, córki Heleny. Latem 1937, za zgodą władz KPP i przekraczając nielegalnie granicę czechosłowacką, Zofia dołączyła do męża w Hiszpanii. Obydwoje małżonkowie zostali skierowani do pracy propagandowej w Komisariacie Politycznym Brygad Międzynarodowych, początkowo w Madrycie a potem w Barcelonie; ich praca koncentrowała się na redagowaniu polskojęzycznych wydawnictw, głównie periodyków Dąbrowszczak i Ochotnik Wolności. Nie jest jasne, czy podobnie jak mąż wstąpiła w tym czasie do KPP, wiadomo, że wstąpiła do PSUC. W roku 1938 jako chemik została skierowana do pracy w jednej z katalońskich fabryk materiałów wybuchowych. Po upadku Katalonii w lutym 1939 małżonkowie zostali rozdzieleni w obozach przejściowych na południu Francji.

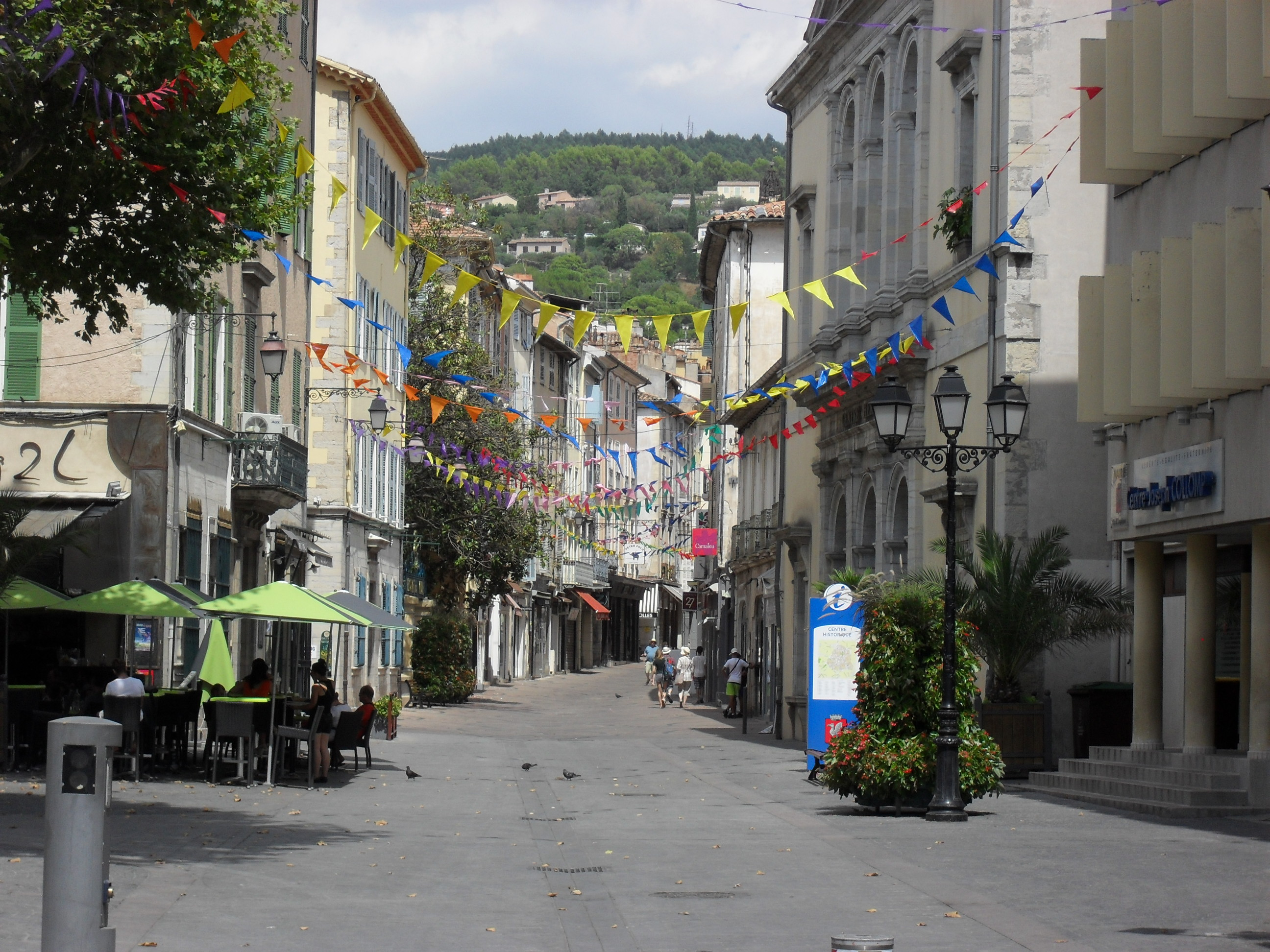
Draguignan (widok obecny)

Pierwsze paręnaście miesięcy we Francji Szleyen spędziła pod nadzorem policyjnym w rejonie Roussillon; w okresie formowania się armii Sikorskiego prosiła o wcielenie do odpowiedniej jednostki jako chemik, jednak jej list pozostał bez odpowiedzi. Jeszcze przed upadkiem Francji w roku 1940 Szleyen została administracyjnie osiedlona w Draguignan, gdzie znalazła pracę w laboratorium aptecznym. Z czasem zaangażowała się w działalność Resistance, m.in. współredagując pismo La Lutte i działając w Main-d'œuvre immigrée. Na polecenie FPK od lata 1944 prowadziła w Marsylii propagandę na rzecz powstającej Polski Ludowej. Pod koniec roku przeniosła się do Paryża; aktywna w kryptokomunistycznej Union de la jeunesse polonaise Grunwald, napisała tekst hymnu tej organizacji. W lipcu 1945 powróciła do Polski. Pod koniec roku 1945 służyła w Wojsku Polskim jako szeregowa i została odznaczona Orderem Krzyża Grunwaldu II klasy. Jej konkretny przydział służbowy pozostaje nieznany, aczkolwiek wiadomo, że Mieczysław pełnił wtedy wysokie funkcje w Zarządzie Polityczno-Wychowawczym II Armii WP, Centralnej Szkole Oficerów Polityczno-Wychowawczych i Wojskowym Instytucie Naukowo-Wydawniczym.

## Tłumaczka

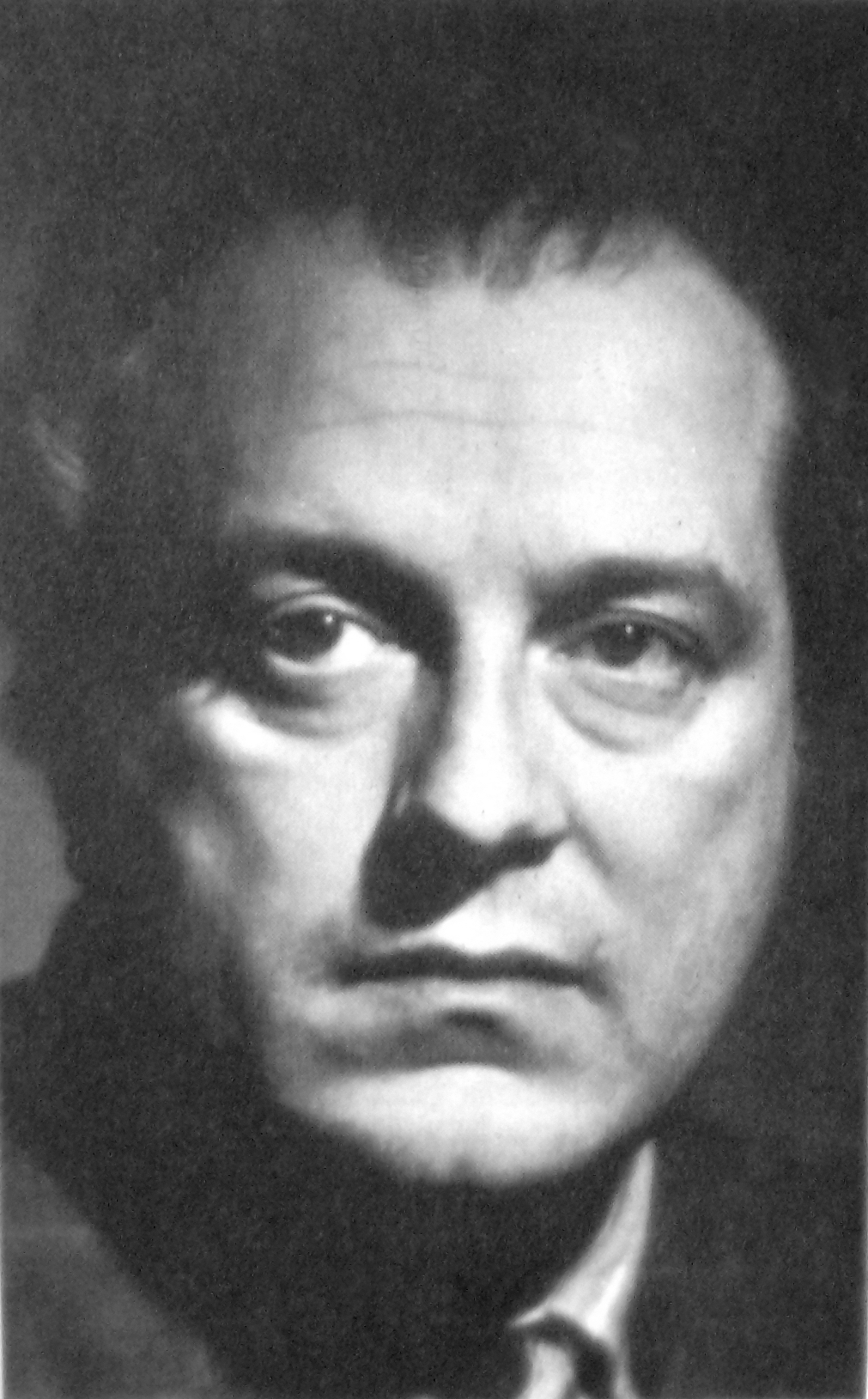
Alberti

Szleyen po raz pierwszy zetknęła się z językiem hiszpańskim w czasie wojny domowej; w improwizowanych warunkach pracy Komisariatu Politycznego tłumaczyła polityczne odezwy kierując się podobieństwem do francuskiego i wykorzystując słowniki. W krótkim czasie opanowała język na tyle, by spróbować samodzielnych tłumaczeń poetyckich; jej przekłady ukazywały się w biuletynach Brygady Dąbrowskiego. Po powrocie do Polski debiutowała w roku 1945 tłumacząc poezję republikańską. Przez kolejne 45 lat opublikowała około 55 książek będących tłumaczeniami z hiszpańskiego, zarówno autorów hiszpańskich jak hiszpańskojęzycznych twórców z Ameryki Łacińskiej. Dominuje wśród nich proza, głównie powieść (ok. 25 tytułów), aczkolwiek w jej tłumaczeniu wyszło również ok. 15 tomików poetyckich, ok. 10 zbiorów i pojedynczych dramatów oraz kilka prac wspomnieniowych. Do lat 70. dominowała proza, potem przeważała poezja; Szleyen publikowała regularnie, w każdej dekadzie wydając ok. 11–15 książek.
Wśród tłumaczonych przez Szleyen autorów dominują pisarze o zdecydowanie lewicowej orientacji ideowej, od zdeklarowanych komunistycznych zelotów (Rafael Alberti, Constancia de la Mora, Carlos Luis Fallas, Pablo Neruda, José Martí, Ignacio Hidalgo de Cisneros) poprzez członków organizacji komunistycznych (Enrique Amorim, Cesar Muñoz Arconada, Max Aub, Nicolas Guillén) po sympatyków (Arturo Serrano Plaja, Maria Teresa León, Segio Pitol) i pisarzy lewicujących acz nie związanych z radykalnymi ugrupowaniami (Ramón Solis, Juan Goytisolo, Camilo José Cela, Rafael Sánchez Ferlosio). Szleyen tłumaczyła też autorów dawniejszych (Ruiz, Delicado, Cervantes, Lope de Vega, Galdos, Unamuno, Blasco Ibañez, Valle-Inclán). Szczególną pozycję w jej twórczości zajmuje Federico García Lorca, którego dzieła przetłumaczyła i opracowała dla polskiego czytelnika w 7 książkach, nie licząc wierszy i dramatów w antologiach zbiorowych. Wreszcie, drobniejsze pojedyncze utwory poetyckie innych autorów Szleyen publikowała w prasie literackiej i niekiedy popularnej. Niektóre z książek wydała wspólnie z innymi tłumaczami. Swoje własne tłumaczenia opatrywała na ogół wstępami, proponującymi rys biograficzny autora i wstępną analizę literacką utworu; w pierwszym okresie wstępy te zawierały również wyraźne elementy propagandy politycznej, stonowane lub wyeliminowane w dekadach późniejszych. Kwestie obyczajowe – szczególnie w przypadku Lorki – traktowała bardzo oględnie.

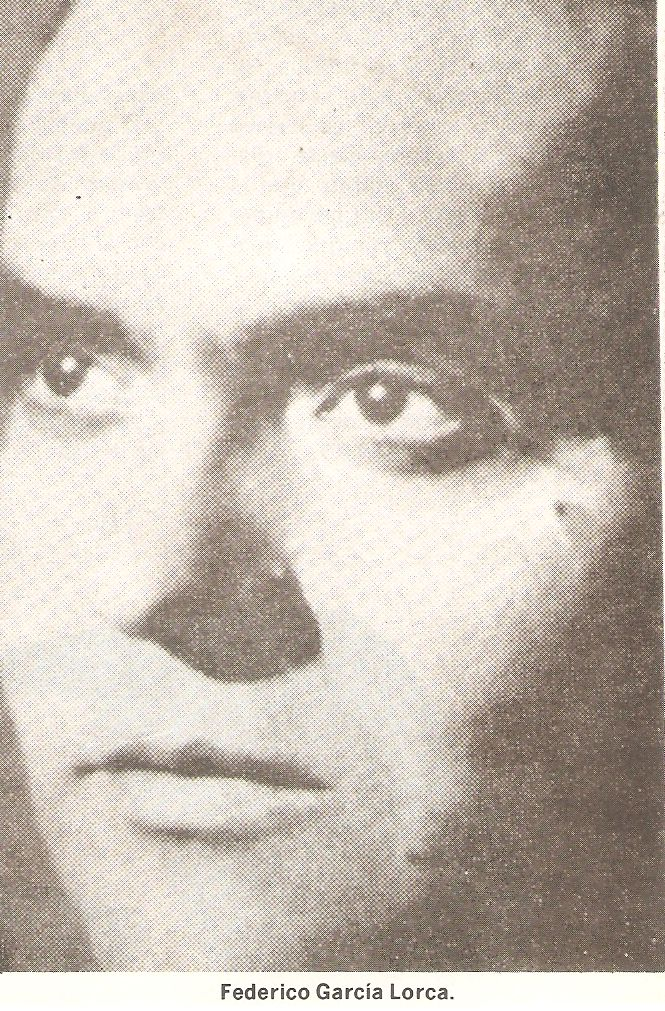
Lorca

Aczkolwiek w pierwszych dekadach Polski Ludowej aktywnych było kilkoro tłumaczy z hiszpańskiego, jak Helena Bychowska, Anna Ludwika Czerny, Kalina Wojciechowska czy Artur Martuszewski, w kategoriach ilościowych ich przekłady są nieporównywalne z licznymi i dość wysokonakładowymi przekładami Szleyen. Z czasem na rynku aktywni stali się tłumacze młodszego pokolenia, dla których zdaniem autora wspomnieniowego artykułu była ona „wychowawczynią i mistrzynią”. Żadne ze źródeł nie zawiera analizy techniki translatorskiej Zofii Szleyen ani generalnej próby oceny jakości jej tłumaczeń. W ostatnich dekadach jej życia zaczęły pojawiać się pierwsze uwagi krytyczne, w niektórych współczesnych szczegółowych szkicach trafiają się oceny pełne dystansu lub nawet skrajnie negatywne. Garść poświęconych Szleyen artykułów eksponuje raczej jej ogromną rolę w popularyzacji literatury hiszpańskojęzycznej w Polsce.

## Działalność publiczna w Polsce Ludowej

Logo PZPR

Wkrótce po powrocie do kraju Szleyen została zatrudniona w Spółdzielni Książkowo-Wydawniczej Ruch, wówczas mającej swoją siedzibę w Łodzi. W tym czasie była już członkiem Polskiej Partii Robotniczej. W roku 1947 przeniosła się do Warszawy i podjęła pracę w wydawnictwie Książka i Wiedza; nie jest jasne, jakie było jej stanowisko i zakres obowiązków. W roku 1948 Szleyen stała się członkiem nowo powstałej Polskiej Zjednoczonej Partii Robotniczej. Aktywnie współorganizowała Światowy Kongres Intelektualistów w Obronie Pokoju we Wrocławiu w roku 1948, a następnie II Kongres Obrońców Pokoju w Warszawie w roku 1950. W latach 1949–1950 była kierowniczką literacką Ludowego Teatru Muzycznego w Warszawie. W roku 1952 Szleyen odeszła z KiW i przeniosła się do Biura Współpracy z Zagranicą w Ministerstwie Kultury i Sztuki. W latach 1951–1955 była członkiem zarządu Sekcji Tłumaczy przy Związku Literatów Polskich. Żadne ze źródeł nie podaje informacji o zaangażowaniu politycznym Szleyen w późniejszym okresie; członkiem PZPR pozostawała do roku 1980, kiedy to wystąpiła z partii. W latach 80. Szleyen nie wstąpiła również do nowego ZLP.
Aktywna w środowisku polskich interbrygadzistów, Szleyen starała się budować ich wizerunek w prasie; była również współorganizatorką pierwszego zjazdu Dąbrowszczaków w roku 1948. Po okresie marginalizacji propagandowej grupy w latach stalinowskich Szleyen stała się główną osobą budującą mitologię hiszpańskich kombatantów w drugiej połowie lat 50. XX w.; efektem jej wysiłków redakcyjnych było wydanie tomu listów Karabin i serce (1956) oraz księgi pamiątkowej Ochotnicy wolności (1957). Do wątku polskich ochotników nawiązują również jej wiersze. Poniekąd kontynuacją tematu brygadzistów było wydanie dwu tomów własnych wspomnień, obu w znacznej części poświęconych wątkom dąbrowszczackim: Wiatraki i messerschmitty (1963) oraz Mistral w dolinie (1965). Żadne ze źródeł nie podaje informacji o sytuacji Zofii Szleyen w okresie nagonki antysemickiej z końca lat 60., kiedy frakcja kierowana przez Franciszka Księżarczyka usiłowała zmarginalizować kombatantów o korzeniach żydowskich. Również w latach późniejszych nie uczestniczyła ona – przynajmniej publicznie – w sporach politycznych i okołopolitycznych związanych ze środowiskiem Dąbrowszczaków.

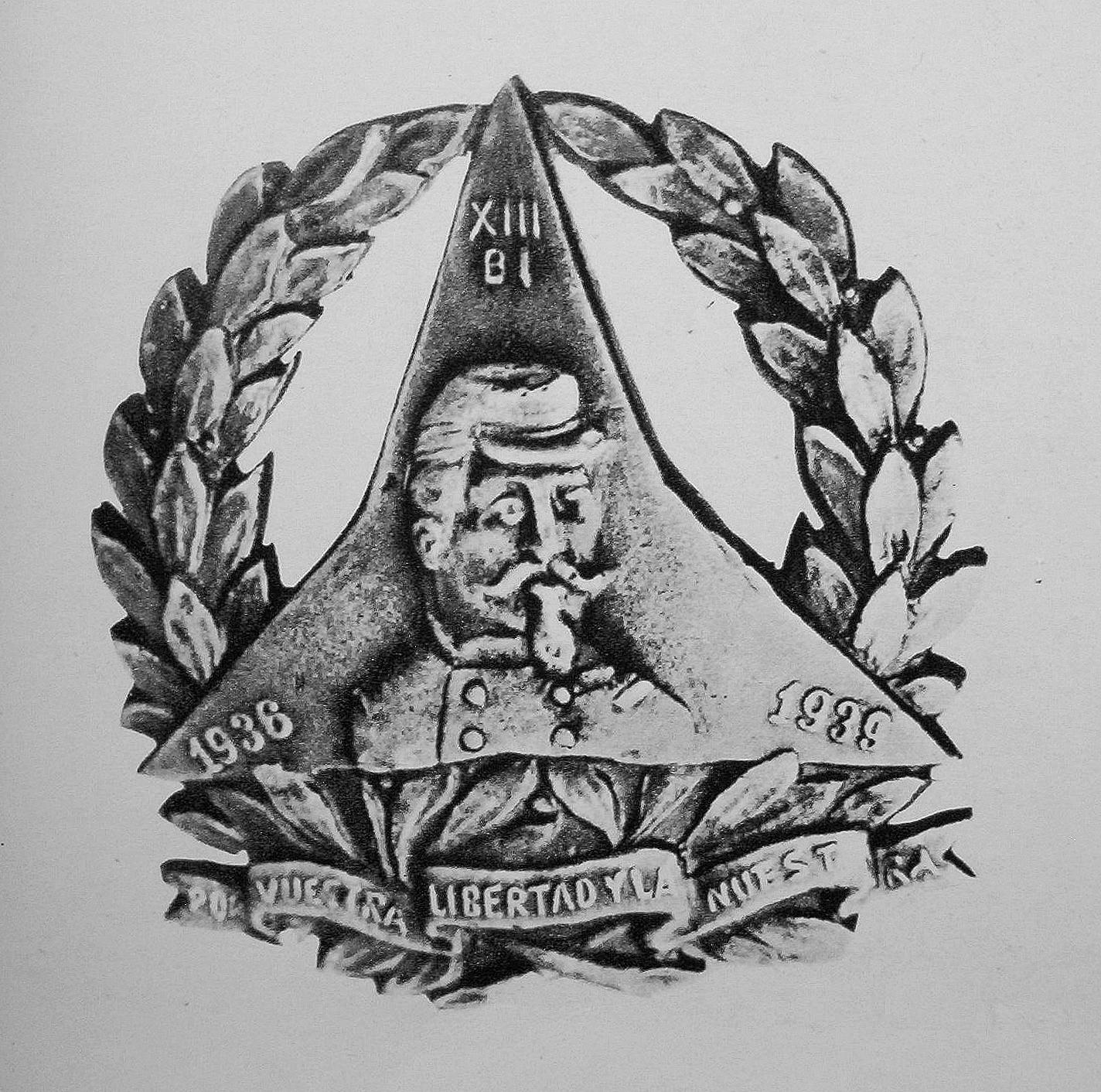
odznaka Dąbrowszczaków

Oprócz tłumaczeń Szleyen starała się popularyzować literaturę i kulturę hiszpańską również na innych polach. W latach 1952–1957 prowadziła wykłady i ćwiczenia z literatury hiszpańskiej w Katedrze Filologii Romańskiej Uniwersytetu Warszawskiego; w roku 1957 współzałożyła Klub Przyjaciół Kultury Iberyjskiej w Warszawie, organizację której przewodniczyła do roku 1961. W roku 1961 odwiedziła Hiszpanię w ramach kursów i szkoleń organizowanych przez władze w Madrycie; owocem tej podróży była m.in. książka Hiszpańskie lato (1961). W tym samym roku była na Kubie. Uczestniczyła w spotkaniach z odwiedzającymi Polskę hiszpańskojęzycznymi twórcami, np. w roku 1964 z Sergio Pitol, a w roku 1967 z Carmen Laforet. W latach 1971–1973 prowadziła w Związku Literatów Polskich kursy dla młodych tłumaczy. W roku 1985 została wybrana członkiem honorowym Związku Hispanistów Polskich przy Instytucie Iberystyki Uniwersytetu Warszawskiego. 
Została pochowana w Alei Zasłużonych na cmentarzu Wojskowym na Powązkach (kwatera A28-tuje-8).

## Ordery i odznaczenia
- Order Krzyża Grunwaldu II klasy (1945)
- Medal 10-lecia Polski Ludowej (19 stycznia 1955)[46]
- Złota Odznaka honorowa „Za Zasługi dla Warszawy” (1966)[47]
- Medal Zasługi dla Sztuk Pięknych (Medalla al Mérito de las Bellas Artes) (Hiszpania, 1989)[48]

## Przekłady

### Proza
- Artur Serrano Plaja, Niebo i ruiny (1948)
- Enrique Amorim, Księżyc odmienił się nad Nauquenem (1951)
- Cesar Muñoz Arconada, Nad Tagiem (1951 i późniejsze)
- Vicente Blasco Ibañez, Ziemia przeklęta (1951)
- Vicente Blasco Ibañez, Wesoła Walencja (1952)
- Carlos Luis Fallas, Mateczka Yunai (1953)
- Maria Teresa León, Przeciw wiatrowi i burzy (1951)
- Benito Pérez Galdós, Saragossa (1955, z Kaliną Wojciechowską)
- Benito Pérez Galdós, Bitwa pod Arapilami (1957, z Kaliną Wojciechowską)
- Maria Teresa León, Opowieść o Cydzie (1958)
- Benito Pé Galdós, Złota Fontanna (1961, z Kaliną Wojciechowską)
- Camilo José Cela, Rodzina Pascuala Duarte (1963)
- Sergio Pitol, Każdy ze swoim piekłem (1967)
- Max Aub, …nic tu nie zmyślono (1970)
- Max Aub, Ulica Valverde (1972)
- Ramon Valle-Inclan, Tyran Banderas (1973)
- Rafael Sánchez Ferlosio, Doświadczenia i wędrówki chłopca Alfanuí (1973)
- Sergio Pitol, Przedślubne spotkanie (1974)
- Ramón Solis, Spiskowcy w teatrze Principal (1974)
- Miguel de Unamuno, Miłość i pedagogika (1975)
- Francisco Delicado, Konterfekt zalotnej Andaluzyjki (1976)
- Ramón Valle-Inclán, Dziwadła i makabrydy (1976)
- Juan Goytisolo, Żałoba w „Raju” (niewydana)
- Miguel de Cervantes, Nadzwyczajne przygody Persilesa i Sigismundy (1980)
- Lope de Vega, Nowele dla Marcii Leonardy (1981)
- Benito Pérez Galdós, Misericordia (1985, z Kaliną Wojciechowską)

### Poezja
- Hiszpania walcząca (1945, antologia)
- Pieśni hiszpańskie (1947, antologia)
- Nicolás Guillén, Śpiewak z Kuby (1954)
- Nicolás Guillén, Trzystrunna gitara (1957)
- O pasterzach, O Maurach, damach. Hiszpańskie romance (1960, antologia)
- Rafael Alberti, Wiersze wybrane (1963)
- Ludowe pieśni hiszpańskie (1967, antologia z teki Lorki)
- Dotykam twoich brzegów (1967, antologia poezji kubańskiej)
- Z Hiszpanią w sercu (1978, antologia)
- Juan Ruiz, Księgi dobrej miłości księdza prałata z Hity (1980)
- Czekając na lubego (1981, antologia dawnej poezji miłosnej)
- Rafael Alberti, Utracony gaj (1982)
- Pablo Neruda, Oda do topografii (1982)
- José Martí, Wiersze (1985)
- Nicolás Guillén, Wiersze wybrane (1985, z Piotrem Fornelskim i Janem Zychem)
- Federico Garcìa Lorca, Od pierwszych pieśni do słów ostatnich (1987)
- Federico Garcìa Lorca, Suity i sonety (1989)

### Dramat
- Federico Garcia Lorca, Mariana Pineda (1950)
- Federico Garcìa Lorca, Wiersze i dramaty (1951)
- Federico Garcìa Lorca, Grotestki teatrealne (1966)
- Miguel de Cervantes, Intermedia (1967)
- Federico Garcìa Lorca, Dramaty (1968, ze Zbigniewem Bieńkowskim i Mieczysławem Jastrunem)
- Rafael Alberti, Dramaty (1972)
- Lope de Vega, Peribáñez i komandor (1976)
- Federico Garcìa Lorca, Publiczność, sztuka bez tytułu (1982)

### Inne
- Constancia de la Mora, Dwa Światy (1954)
- Ignacio Hidalgo de Cisneros,  Dobry wiatr Alisio (1961)
- Ignacio Hidalgo de Cisneros, Lotnik republiki (1970)
- Pablo Neruda, Wyznaję, że żyłem (1976)